# Iridomyrmex obscurans
Iridomyrmex obscurans är en myrart som beskrevs av Carpenter 1930. Iridomyrmex obscurans ingår i släktet Iridomyrmex och familjen myror. Inga underarter finns listade i Catalogue of Life.